# Versicherungsvermittlungsverordnung
Die Versicherungsvermittlungsverordnung (VersVermV) ist eine Bundesrechtsverordnung, die die Bestimmungen zu den in Umsetzung der EU-Vermittlerrichtlinie im Jahr 2007 geschaffenen Paragraphen der Gewerbeordnung (§§ 11a, 34d und 34e GewO) konkretisiert. Die Verordnung wurde zuletzt am 17. Dezember 2018 neu gefasst.

## Inhalt
Die Versicherungsvermittlungsverordnung enthält Regelungen zu den Anforderungen an die Sachkunde des Versicherungsvermittler, deren Nachweis sowie anerkannte bestehende Qualifikationen (Abschnitt 1 und Anlage 1), zum neuen Vermittlerregister (Abschnitt 2), zu Berufshaftpflichtversicherung (Abschnitt 3), Informationspflichten (Abschnitt 4; einschließlich Versicherungsmakler und Versicherungsberater) sowie Zahlungssicherung und Provisionsannahmeverbot (Abschnitt 5) des Vermittlers. Abschließend werden die Sanktionen bei Verstößen gegen diese Regelungen und öffentliche Zuständigkeiten benannt.